# 吉野壮児
吉野 壮児（よしの そうじ、1933年4月28日 - 1993年1月10日）は、日本の翻訳家。
吉野秀雄の次男として神奈川県鎌倉市に生まれる。東京大学仏文科卒。リーダーズ・ダイジェスト社勤務。1968年川端康成の序文を得て『歌びとの家』を刊行。その後翻訳を出し、森珠樹の筆名も用いた。

## 著書
- 歌びとの家 新潮社 1968

## 翻訳
- クストー・海洋探検シリーズ　1-6 ジャック=イブ・クスト,フィリップ・ディオレ 森珠樹訳 主婦と生活社 1973-76
- 笑顔のファシズム 権力の新しい顔 バートラム・グロス 鈴木健次共訳 日本放送出版協会 1984.4
- 王を狙った男 マハムード・シプラ 1987.5 (角川文庫)
- 小公子セディ / バーネット夫人  1987.11 (角川文庫)
- タナトス・シンドローム / ウォーカー・パーシー 角川書店 1989.1
- カウント・ダウン96 / チャールズ・ライアン 1990.3 (角川文庫)
- 国家機密 P.ドリスコル 1992.3 (講談社文庫)
- トップ・リーダーの引退 ジェフリー・ソネンフェルド 新潮社 1992.10
- 誘惑 J.メイナード 1993.11 (講談社文庫)

## 参考
- 文藝年鑑1975